# Aéroport d'Idiofa
L'Aéroport d'Idiofa (IATA : IDF, ICAO : FZCB) est un aéroport servant Idiofa, chef-lieu du territoire éponyme dans la province du Kwilu en république démocratique du Congo.

## Situation en RDC
| Bandundu Basango Mboliasa Bunia Gbadolite Gemena Goma Ilebo Kalemie Kananga Kikwit Kindu Kinshasa-Ndjili Kinshasa-N'Dolo Kisangani Kolwezi Lodja Lubumbashi Matari Matadi Mbandaka Mbuji Mayi Nioki Tshikapa Tshumbe |